# John Keegan
John Desmond Patrick Keegan (Londres, 15 de mayo de 1934 - Kilmington, Wiltshire, 2 de agosto de 2012) fue un historiador militar inglés. Se caracterizó por analizar los hechos militares históricos aplicando la lógica y, a la vez, buscando el lado humano e individual del combatiente.
De orientación política neoconservadora, Keegan apoyó las guerras contra Vietnam, Irak y Serbia.

## Biografía
Nació en Clapham, Londres, el 15 de mayo de 1934, en una familia de origen católica irlandesa. Su padre participó en la Primera Guerra Mundial.
A la edad de 13 años contrajo tuberculosis ortopédica, que posteriormente afectó su marcha. Los efectos a largo plazo de su tuberculosis le hicieron impropio para el servicio militar, y el momento de su nacimiento lo hizo demasiado joven para el servicio en la Segunda Guerra Mundial, hechos que él mencionó en sus trabajos como una observación irónica sobre su profesión e intereses. La enfermedad también interrumpió su educación durante su adolescencia; Sin embargo, su educación incluyó un período en la universidad de rey, Taunton, y dos años en la universidad de Wimbledon, que condujo a la entrada a la universidad de Balliol, Oxford, en 1953. Después de la graduación él trabajó en la embajada americana en Londres por tres años.
En 1960 fue nombrado profesor de Historia Militar en la Real Academia Militar de Sandhurst, el centro de entrenamiento para oficiales del Ejército Británico. Sosteniendo el poste por 26 años, él hizo conferenciante mayor en historia militar durante su mandato. Durante este período también fue profesor visitante en la Universidad de Princeton y fue profesor distinguido de Historia de Delmas en el Vassar College.
Abandonó la academia en 1986 y se unió al Daily Telegraph como Corresponsal de Defensa. Permaneció en la publicación como editor de defensa hasta su muerte. También escribió para el sitio web conservador estadounidense National Review Online. En 1998 escribió y presentó las conferencias de Reith de la BBC, tituladas Guerra en nuestro Mundo.
Falleció el 2 de agosto de 2012 de causas naturales en su casa en Kilmington, Wiltshire, Inglaterra. Le sobrevivieron su esposa, sus dos hijas y sus dos hijos.

## Obras

### Obras principales
- Barbarossa: Invasion of Russia, 1941 (1970)
- Waffen SS: the Asphalt Soldiers (1970)
- Điện Biên Phủ (1974) (Obra vietnamita)
- El rostro de la batalla (The Face of Battle. A Study of Agincourt, Waterloo and the Somme, 1976)
- Who Was Who in World War II (1976)
- The Penguin Book of War (1981)
- Six Armies in Normandy (1982)
- Soldiers: A History of Men in Battle (1985)
- Zones of Conflict (1986)
- The Mask of Command (1987)
- The Price Of Admiralty (1988)
- Battle at Sea: From Man of War to Submarine (1988)
- La Segunda Guerra Mundial (The Second World War - 1989)
- The Times Atlas of the Second World War (1989)
- A History of Warfare (1993)
- Uma história da guerra (1993) (en portugués)
- Anatomie de la bataille (1993) (en francés)
- The Battle for History: Refighting World War Two (1995)
- Historia de la guerra (1995)
- Die Kultur des Krieges (1995) (en alemán)
- Fields of Battle: The Wars for North America (1996)
- Warpaths: Fields of Battle in Canada and America (1996)
- Histoire de la guerre (1996) (en francés)
- La Primera Guerra Mundial (The First World War - 1998)
- War and Our World: The Reith Lectures 1998 (1998)
- How War Begins (1998)
- An Illustrated History of the First World War (2001)
- Winston Churchill (2002)
- Churchill (2002)
- Inteligencia en la Guerra (Intelligence in War - 2003)
- La Première Guerre mondiale (2003) (en francés)
- La maschera del comando (2003)
- La guerra de Irak (The Iraq War - 2004)
- Collins Atlas of World War II (2006)
- Inteligência na guerra: conhecimento do inimigo, de Napoleão à Al-Qaeda (2006) (en portugués)
- The American Civil War: A Military History (2009)
- Seis ejércitos en Normandía: Del Día De a la liberación de París (2009)
- La guerre de Sécession (2009) (en francés)
- La Deuxième Guerre mondiale (2009) (en francés)
- L'art du commandement: Alexandre, Wellington, Grant, Hitler (2010) (en francés)

### Otras obras
- La máscara del mando. Un estudio sobre el liderazgo.
- Secesión: La guerra civil americana.
- Inteligencia militar: Conocer al enemigo, de Napoleón a Al Qaeda.
- Das Antlitz des Krieges. (en alemán)
- A face da batalha. (en portugués)
- Six armées en Normandie: du jour J à la libération de Paris, 6 juin-25 août 1944. (en francés)
- A máscara do comando. (en portugués)
- La grande storia della guerra: dalla preistoria ai giorni nostri. (en italiano)
- Der Erste Weltkrieg. Eine europäische Tragödie. (en alemán)
- Historia Ilustrada Da Primeira Guerra Mundial. (en portugués)